# Cheirodendron forbesii
Cheirodendron forbesii är en araliaväxtart som först beskrevs av Earl Edward Sherff, och fick sitt nu gällande namn av Lowry. Cheirodendron forbesii ingår i släktet Cheirodendron och familjen Araliaceae. Inga underarter finns listade.